# Nietnerella hageni
Nietnerella hageni är en nattsländeart som beskrevs av Douglas E. Kimmins 1963. Nietnerella hageni ingår i släktet Nietnerella och familjen långhornssländor. Inga underarter finns listade i Catalogue of Life.